# Lambil

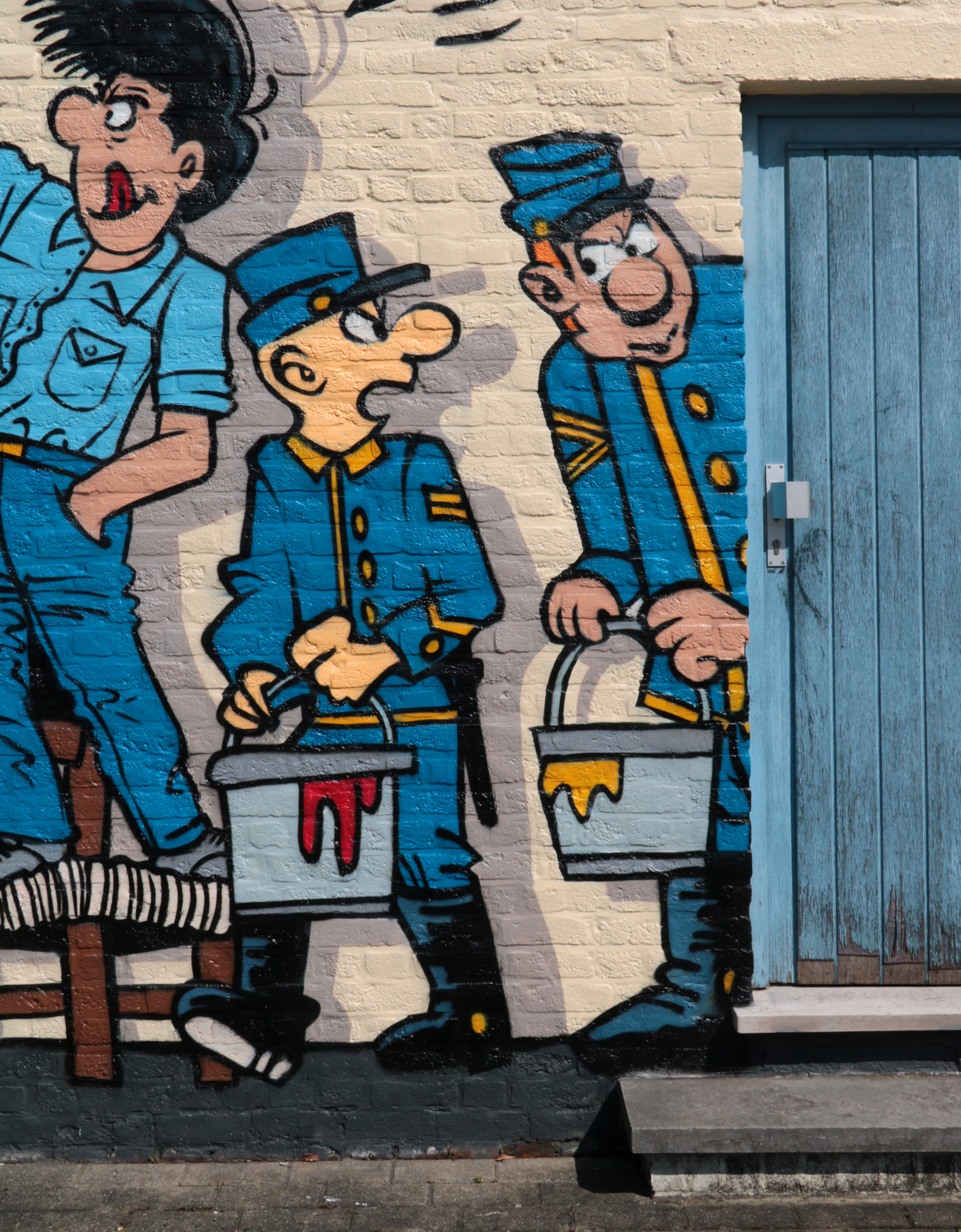
Les Tuniques bleues sur la façade de la Maison de la Citoyenneté à Ottignies
(Fresh Paint OLLN).

Lambil, de son vrai nom Willy Lambillotte, né à Tamines (province de Namur) le 14 mai 1936, est un auteur de bande dessinée belge.

## Biographie
Willy Lambillotte naît le 14 mai 1936 à Tamines. Son père possède une société de pièces détachées pour automobiles, installée à Falisolle. Dans sa jeunesse, il lit Spirou mais surtout Bravo !. Il est marqué durablement par le premier album de Valhardi. Après ses études à l'Académie royale des beaux-arts de Bruxelles, Lambil entre aux éditions Dupuis comme lettreur à l'âge de 16 ans.
En 1959, il crée avec Henri Gillain la série Sandy et Hoppy. Cette série semi-réaliste se déroule en Australie et raconte les aventures d'un jeune garçon, Sandy, et de son kangourou Hoppy. Après le premier épisode, Gillain abandonne la série, dont Lambil devient alors le seul auteur. Sandy et Hoppy est publié dans Le Journal de Spirou de 1959 à 1974. Pour le même journal, il dessine quelques épisodes des Belles Histoires de l'Oncle Paul.
En 1972, à la suite du décès prématuré de Louis Salvérius, Lambil devient le dessinateur de la série Les Tuniques bleues, scénarisée par Raoul Cauvin. Son implication dans Les Tuniques bleues incite Lambil à mettre un terme aux aventures de Sandy, qui ne sera pas repris par un autre auteur. Lambil est aussi dessinateur de Pauvre Lampil, une série humoristique mettant en vedette un dessinateur de bandes dessinées à qui il arrive tous les malheurs.
Malgré une pause consécutive à la décision de son ami Raoul Cauvin d'arrêter son travail de scénariste pour Les Tuniques bleues (pour l'album no 65 L'Envoyé spécial), Lambil reprend le crayon pour l'album numéro 66. En 2024, il dessine, le 68e épisode de cette série écrit par Fred Neidhardt.

### Vie privée
Il réside actuellement dans le village de Falisolle,. Il est marié.

## Œuvre

### Revues et journaux
- Sandy et Hoppy, dans Spirou, 1959-1974.
- Kangourou, Koala et Kiwi contre Kookaburra (dessin), avec Yvan Delporte (scénario), dans Spirou, 1960. Mini-récit no 40.
- Cinq histoires de l'Oncle Paul (dessin), avec Octave Joly (scénario), dans Spirou, 1962-1963.
- Hobby et Koala (dessin), avec Serge Gennaux (scénario), dans Spirou, 1968-1973.
- Les Tuniques bleues (dessin), avec Raoul Cauvin (scénario), 1972-
- Pauvre Lampil (dessin), avec Raoul Cauvin (scénario), dans Spirou, 1973-1994.

### Collectifs
- Il était une fois... Les Belges[12], Le Lombard, Bruxelles, 1980
Scénario et couleurs : collectif - Dessin : collectif dont Lambil,Participation : Notre humour pendant la guerre - Scénario : Stéphane Steeman.
- Les Amis de Buddy Longway[13], Le Lombard, coll. « Phylactère », Bruxelles, avril 1983
Scénario et couleurs : collectif - Dessin : collectif dont Lambil -  (ISBN 2-8036-0042-0)
- Catalogue imaginaire[14], Dupuis, Marcinelle, 1985
Scénario et couleurs : collectif - Dessin : collectif dont Lambil,Hors commerce. Tirage limité à 1 000 exemplaires.
- L'Oiseau de la paix[15], Association du livre de la paix, janvier 1986
Scénario et couleurs : collectif - Dessin : collectif dont Lambil,40 auteurs réunis pour un album pour la paix.
- Rire c'est rire[16], F.I.R., 1995
Scénario et couleurs : collectif - Dessin : collectif dont Lambil -  (ISBN 2-87265-046-6)

### Artbooks
- 9. Les Tuniques bleues - Lambil et Cauvin[17],[18], Champaka, coll. « Une vie en dessins », Marcinelle, 26 avril 2024
Scénario : Raoul Cauvin - Dessin et couleurs : Lambil -  (ISBN 978-2-390-41045-4),Textes et dossier : Didier Pasamonik.

## Réception

### Prix et récompenses
- 1989 :  prix géant de la BD[19] pour ses séries Sandy, Les Tuniques bleues et Pauvre Lampil, décerné par la Chambre belge des experts en bande dessinée ;
- 2002 :  prix de la ville d'Andenne[20] décerné lors de la Fête de la BD et du livre pour enfants pour l'ensemble de son œuvre ;
- 2003 :  prix géant de la BD[19] pour l'ensemble de l'œuvre ;
- 2006 :   Grand prix Saint-Michel[21] ;
- 2013 :  Willy Lambil a reçu le 8 juin 2013 le Grand Prix du Festival BD d'Anzin-Saint-Aubin des mains du maire de la commune, David Hecq[22],[23],[24] .

### Postérité
En juillet 2018, une statue à l’effigie du sergent Chesterfield et du caporal Blutch est inaugurée sur le rond-point Sainte-Eugénie à Tamines.
En avril 2023, dans le cadre du festival de street art Fresh Paint OLLN, la façade de la Maison de la Citoyenneté à Ottignies est ornée d'une grande fresque en hommage au scénariste Raoul Cauvin, sur laquelle le Blutch et Chesterfield figurent en bonne place.

### Influence
Il est l'inspirateur de Blutch et Manu Larcenet.

### Livres
: document utilisé comme source pour la rédaction de cet article.
- Jean Van Hamme, Introduction à la bande dessinée belge, Bruxelles, Bibliothèque royale de Belgique, 1968, 80 p., ill. ; 26 cm (lire en ligne), p. 32[catalogue] publié à l'occasion de l'exposition La bande dessinée en Belgique, Bibliothèque Albert Ier, [Bruxelles], du 29 juin au 25 août 1968.
- Willy Lambil (int. par Philippe Cauvin), Willy Lambil : Entretiens avec Philippe Cauvin, Toth, 2003 (ISBN 2-913999-07-7, présentation en ligne).
- Jacques Fiérain, « Lambil », dans La BD dans les provinces de Liège, Namur et Luxembourg, Charleroi, Éd. l'Âge d'or, 2004, 112 p., ill. ; 31 cm (ISBN 9782960019698, OCLC 470388297, présentation en ligne), p. 60. .
- Patrick Gaumer, « Lambil (Willy Lambillotte, dit) », dans Dictionnaire mondial de la BD, Paris, Larousse, 2010, 953 p., ill. ; 27 cm (ISBN 978-2-0358-4331-9 et 2-0358-4331-6, OCLC 920924930, présentation en ligne), p. 503. .
- François Ayrolles, « Lambil reprend les Tuniques bleues », dans Moments clés du journal de Spirou 1937-1985, Marcinelle, Dupuis, coll. « Patrimoine », 2 mars 2018, 312 p., ill. ; 20,8 cm (ISBN 9782800171142 et 2800171146, OCLC 1034784873, présentation en ligne), p. 251-252.
- Willy Lambil (int. par Christelle et Bertrand Pissavy-Yvernault), Lambil : Une vie avec les Tuniques bleues, Dupuis, novembre 2020, ill. (ISBN 979-1034747580, présentation en ligne).

### Périodiques
- Willy Lambil (int. par Jean Léturgie), « Entretien avec Willy Lambil », Schtroumpfanzine, no 35,‎ novembre 1979, p. 3-9.
- Jean-Pierre Fuéri, « La Galerie des illustres », Spirou, Dupuis, no 3720,‎ 29 juillet 2009.
- Lambil (interviewé par Frédéric Bosser), « Enquête : Peut-on vendre à 500.000 ex et être Grand prix d'Angoulême ? - Entretien avec Willy Lambil », BullDozer, no 5,‎ février 2006 (ISSN 1775-0652).
- Lambil (interviewé par Gersende Bollut), « Actu Bd : Willy Lambil a la dent dure », Zoo le Mag, no 43,‎ octobre - novembre 2012, p. 20-21.
- Lambil (interviewé par Thierry Wagner), « Entretien : Tuniques Blues - Entretien avec Willy Lambil », Casemate, no 150,‎ octobre 2021 (ISSN 1964-504X).

### Articles
- Lambil (interviewé par Daniel Couvreur), « «Les Tuniques Bleues, c’est la lisibilité» », Le Soir,‎ 13 janvier 2017 (lire en ligne , consulté le 30 décembre 2024).
- Lambil (interviewé par Hubert Leclercq), « L’avant dernière charge des Tuniques bleues ? », La DH Les Sports+,‎ 7 novembre 2019 (lire en ligne, consulté le 22 juin 2024).
- Lambil (interviewé par Alexis Seny), « Avec les Tuniques Bleues et Kris, Lambil tient enfin sa ballade irlandaise : «que les dirigeants peuvent être sauvages » (vidéo) », L'Avenir,‎ 14 octobre 2022 (lire en ligne, consulté le 4 juillet 2023).
- Willy Lambil (interviewé par Bruce Rennes), « Interview de Willy Lambil, le dessinateur des Tuniques bleues », Les Amis de la BD,‎ 16 mai 2023 (lire en ligne, consulté le 30 septembre 2024).
- Lambil (interviewé par Alexis Seny), « Sambreville : le coup de blues de Willy Lambil malgré un 68e Tuniques Bleues qui tient ses promesses, "on dit que je dessine mal" », L'Avenir,‎ 5 décembre 2024 (lire en ligne , consulté le 10 décembre 2024).